# サル

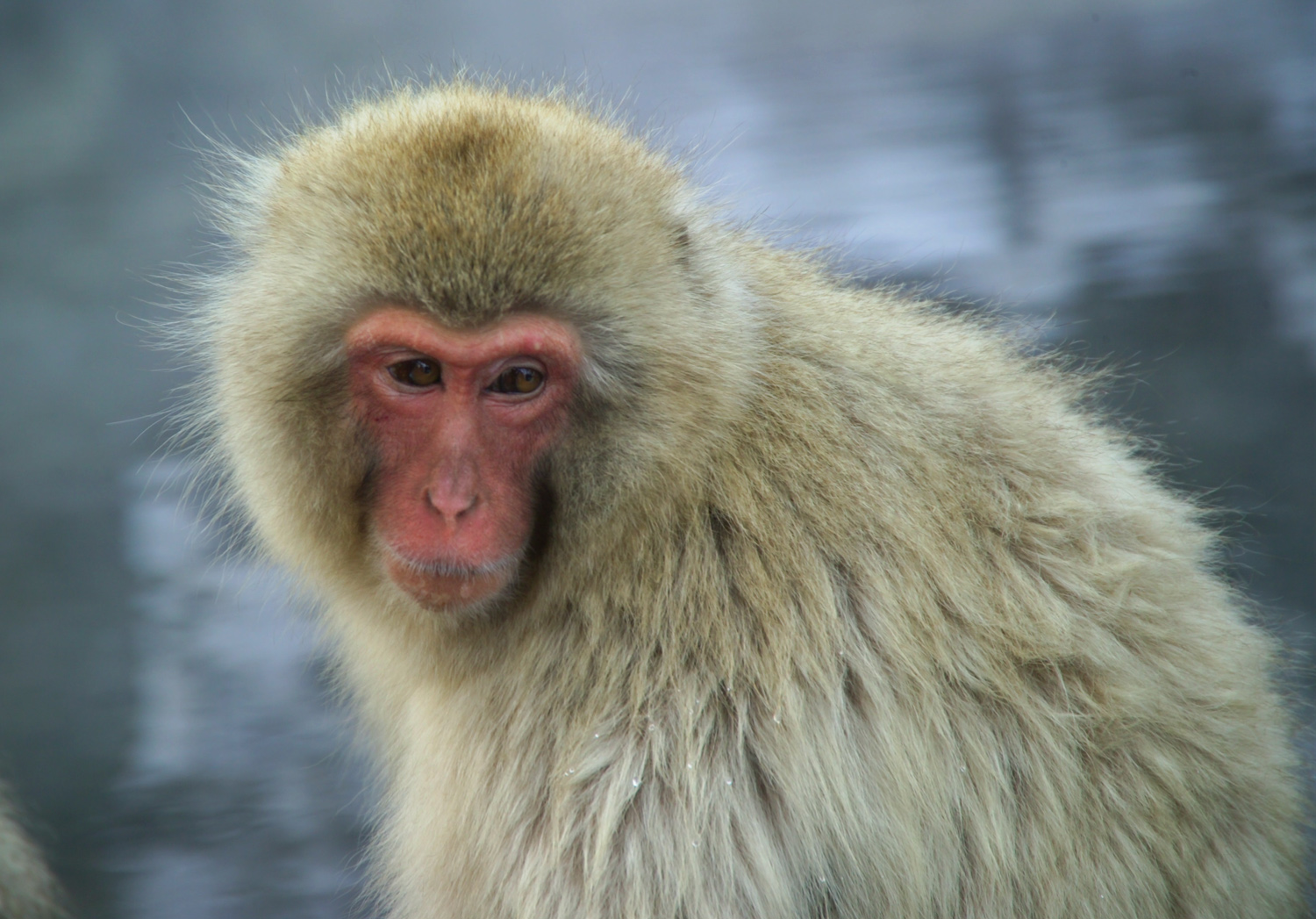
ニホンザル

サル（猿）とは、通俗的な意味ではヒト（古人類を含む）を除いたサル目（霊長目）のことである。ただし、生物学的観点から見ればヒトもまたサル目に含まれる。日本の歴史的文献においては、単に猿といえば日本固有種のニホンザルを指す場合が多い。
一方、英語のmonkey（モンキー）や、いくつかの言語での相当する語は、学術的な定義上はオナガザル科（旧世界猿、old world monkey）と広鼻猿（新世界猿、new world monkey）の総称である。つまり、サルのうち原猿（曲鼻猿とメガネザル）と類人猿を含まない。そのため日本語でも、特に翻訳文献で、サルにこれら（特にヒトに最も近いチンパンジー）を含めないことがある。

## 系統
冒頭でサルやモンキーの定義を述べるのに使った系統を以下に示す。太字がサル。（ ）内は英語での総称的な呼び名で、monkeyのみ太字で表した。絶滅系統は省略している。
サル目の系統は広く合意が得られているが、分類については諸説ある。そのためここでは系統を反映させた分類名を示したが、世界共通ではない。
- サル目（霊長目）(primate)
  - 曲鼻猿亜目
    - キツネザル下目 (lemur)
    - ロリス下目
      - ロリス科 (loris)
      - ガラゴ科 (galago)

  - 直鼻猿亜目
    - メガネザル下目 (tarsier)
    - 真猿下目
      - 広鼻小目 (monkey)
      - 狭鼻小目
        - オナガザル上科 (monkey)
        - ヒト上科
          - テナガザル科 (ape)
          - ヒト科
            - オランウータン亜科 (ape)
            - ヒト亜科
              - ゴリラ族 (ape)
              - ヒト族
                - チンパンジー属 (ape)
                - ヒト属 (human)

日本語でいうサルには、英語ではmonkeyのほか、ape、lemur、loris、galago、tarsierが含まれる。英語でこれらを総称するには、「ヒト以外の霊長類」と言う以外に簡潔な表現はない。
上の表に出てこないサルの分類上の名称には、以下のようなものがある。
- 原猿（prosimian） - 真猿以外の霊長類。現生では曲鼻猿とメガネザル。ただし、曲鼻猿のシノニムとして使うこともある。
- 類人猿 (ape) - ヒト以外のヒト上科。現生では大型類人猿とテナガザル。
- 大型類人猿 (great ape) - ヒト以外のヒト科。現生ではオランウータン、ゴリラ、チンパンジー、ボノボ。

ほかにも gibbon（テナガザル類）、baboon （ヒヒ類）、macaque （ニホンザルを含むマカク属）、colobus、langur、marmoset、tamarin など、数十種の名称が英語では使われている。

## 字義
中国では、殷代以来、霊長類をあらわす文字がみられた。殷代には、甲骨文字のなかに霊長類を示すと考えられるものがあった。周代には、『爾雅』に5種類の霊長類があげられており、玃父、猩猩、狒狒、猚、猱猨であった。最初の3つは想像上の山怪と考えられるが、猚はキンシコウ、猱猨はテナガザルだった可能性がある。周代には、ほかに猴、狙、獨、狨、果然（猓然）、禺（𤟹）といった表現があった。猴はマカクをあらわしていたと考えられる。また、狨はキンシコウを、果然（猓然）はリーフモンキーをあらわしていた可能性がある。周末から漢代に成立した『礼記』では、獶という文字が用いられていた。これはマカクを指していたと考えられる。4世紀の屈原は、『楚辞』で猨狖という言葉を用いた。猨は前述の猱猨と同義であり、狖とともにテナガザルを指していたと考えられる。のちに、猨の音をあらわす爰（yüan）の部分が同音の袁に置き換えられ、猿の字となったが、これもテナガザルを指していたと考えられる。
猨（猿、テナガザル）と猴（マカク）の区別は、周代には厳然とあり、14世紀までは維持された。しかし、それ以降、テナガザルの分布が南に退くにつれて、両者は混同されていった。野生テナガザルのいない日本でも、両文字は区別されていなかった。現在の中国語では、上で述べたもののうち、猩はオランウータン、ゴリラ、チンパンジーを、猿はテナガザル（長臂猿）を、狒はヒヒを、狨はマーモセットをあらわすために用いられている。また、猴は、全般的に類人猿でない霊長類（英語のmonkeyに相当する分類群）をあらわすために用いられている。日本語では、霊長類一般を指す際にもっぱら猿を用いる。
また「申」という字には元々サルの意味はなかったが十二支が動物と結びつけて考えられるようになり、申年はサルの年とされるようになった。子（ね）から数えて申は干支の9番目に数えられる。
日本語ではサルを「えて（得手）」「えて公」「えて吉」と呼ぶことがある。これは「さる」が「去る（失う）」に通じるため忌み言葉として避け、替わりに「手に入れる」という意味の「得手」を当てたのがはじまりとされる。

## イメージ
外見上はヒトに似ているが知能の面では及ばないことから、一方では賢い動物として扱われ、他方では「理解力が低い」「思考パターンが単純である」など「頭が悪い奴」という意味の蔑称として用いることがある。悪口として使用する場合、「サル」とカタカナで表記されることが多い。「山猿」など身が軽く敏捷な若者、特に男児を猿に例えた例もあるが、この場合も「垢抜けない」「野暮である」などの悪い意味を含む場合がある。
欧米では、サルは黒人をイメージさせ、差別するものとして取り扱われた。また、第二次世界大戦中の米軍の戦意高揚ポスターには、日本兵を猿人の姿に描いたものも存在するなど、東洋人、特に日本人に対する侮蔑としても用いられている。"yellow monkey"は、黄色人種、特に日本人に対する蔑称である。
日本では、考えが足りないことをさす「毛が三本足りない」や「猿知恵」「猿真似」などの慣用句がある。猿を連想させる、あるいは猿が一部モデルとなっているキャラクターとして、猿飛佐助や『プロゴルファー猿』などがあるが、いずれも、すばしっこい・器用といったイメージが多々なされている。
中国では、『荘子』「斉物論」には「朝三暮四（ちょうさんぼし）」という寓話にサルが登場する。
総じていえば、インド・タイ・中国・日本といった猿が存在する多くのアジアの国では、比較的に猿自体は親しまれ、敬われる（ハヌマーン・孫悟空など）一面すらある（神仏の使いとして）。一方で猿のいないヨーロッパ諸国や韓国では見下す傾向にあり（キリスト教圏では人外は神に愛されなかった存在として、憐れまれ、場合によっては過剰な動物愛護に繋がる）、特に韓国では、食事中に猿の話をしようものなら、激しく嫌悪することもあり、一種のタブー（禁句ワード）になっている。地理的に近い日本と韓国だが、猿に対する態度・価値観は文化的に大きく異なり、日本では小馬鹿にする時に猿（前述の「猿知恵」「猿真似」）を用いたとしても、猿自体を嫌悪してのことではないが、韓国の場合、かなり忌み嫌っている。
ボーイスカウトは、班編制で行動し各班に動物の名前などを付けることで知られているが、世界的に「サル班」という班名は敬遠される。

### 人物
サルの顔つきは、ヒトに比べると額が狭く、顎が前に突き出る。そのような顔つきの人間は、時にサル面といわれる。孫悟空は、仙人に弟子入りする際にこのことを指摘され、その分ほほ袋があるから許してほしいと言っている。日本では豊臣秀吉のあだ名がサルであったことが有名である（秀吉に関してはサル面だからではなく、生まれた身分が低かったからサル呼ばわりされたという説もある）。

## 伝承や事物

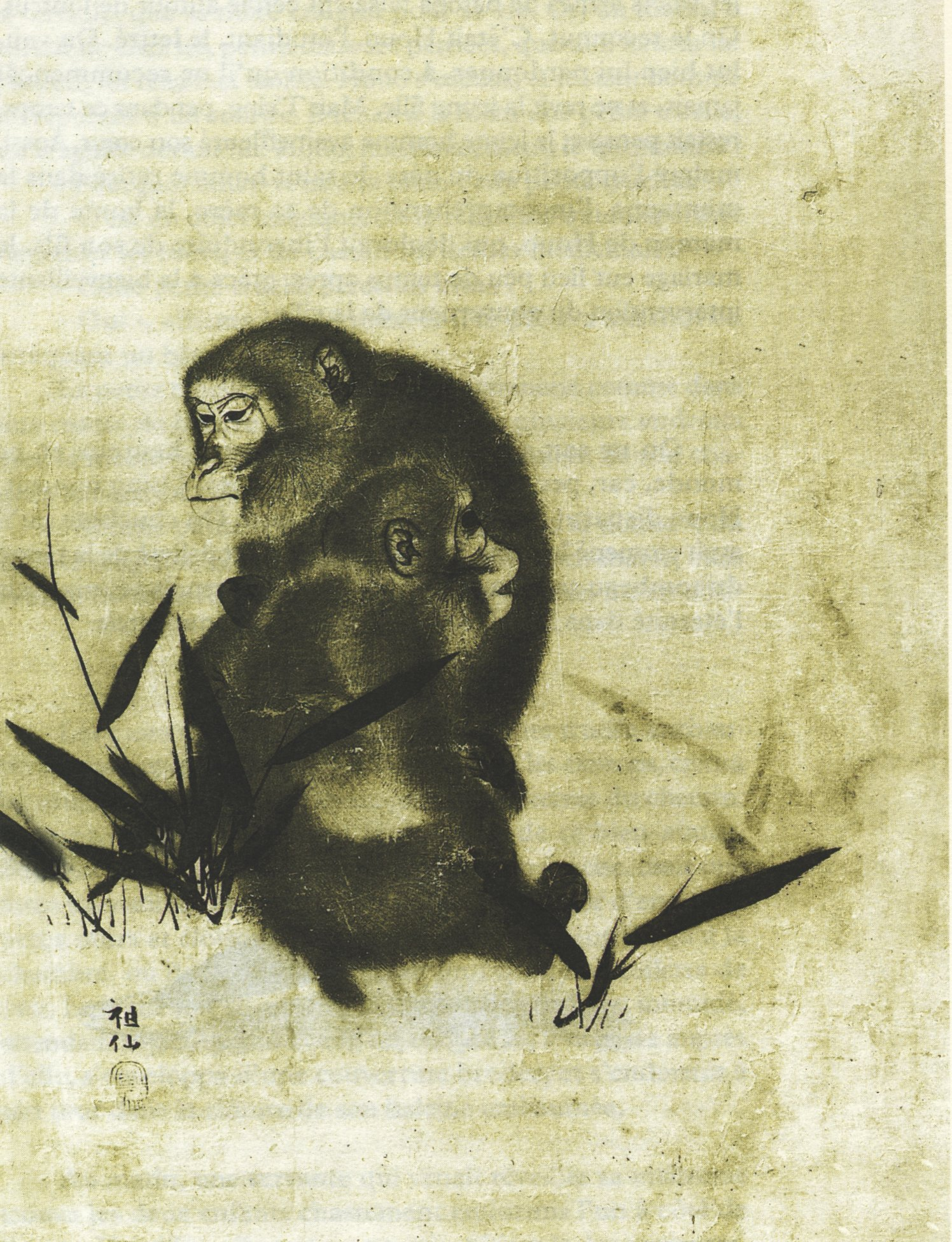
森狙仙筆（18世紀）

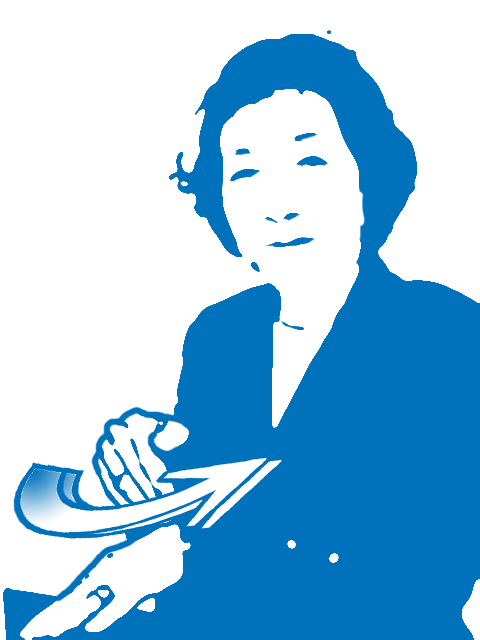
日本手話の「さる」手の甲を掻いているところを示す。

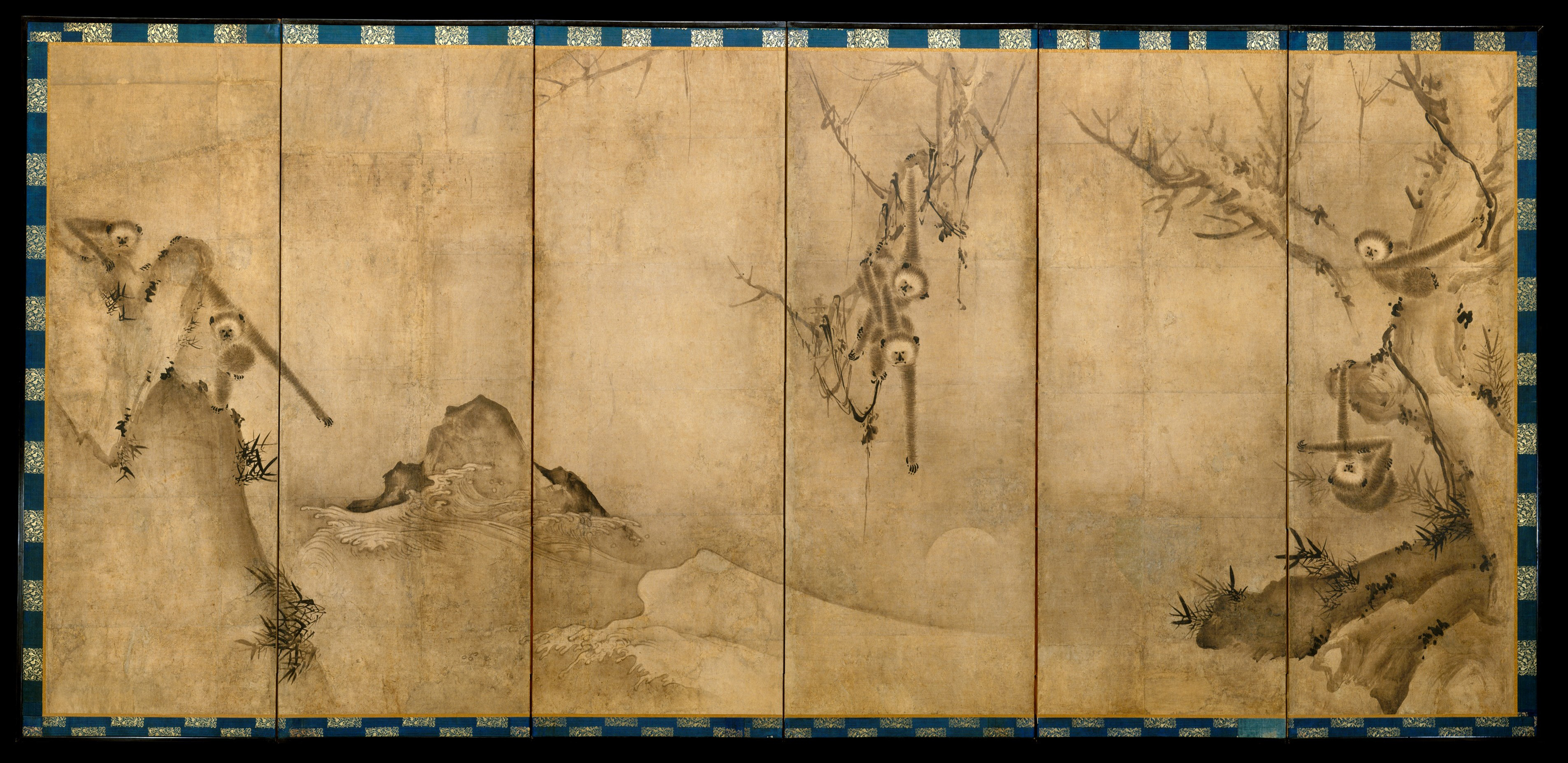
雪村筆『猿猴捉月図屏風』（メトロポリタン美術館所蔵）

サルはヨーロッパ近辺にはほとんどいないので、伝承等に姿を見せることは少ないが、それ以外の世界では、さまざまな関わりを持つ。
知能が高いことから利口で勇敢な、あるいは狡猾なイメージが付随する。前者の例は孫悟空やハヌマーンが有名である。後者の例としては、さるかに合戦のサルが挙げられる。また、伝承ではサルはヒトのまねをするものとされている。日本語では無闇に他人の真似をすることを「猿真似」と言い、英語でも不恰好な模倣を"ape"と表現する。
サルは酔拳や蛇拳などの象形拳や、形意拳の十二形拳にある「猴拳（こうけん）」「猴形拳（こうけいけん）」のモデルにもなっている。なお、通臂というのもサルの妖怪で、両手が肩の中で繋がっており、片方を縮めるともう一方がその分だけ伸ばせる。これを形に取ったのが通臂拳であるとも言われる。
日本では古来サルは日枝神社（比叡山）の使い番とされている。狂言にはサルの登場する作品がいくつかあり（『靱猿』など）、狂言師は子供のころにこの『靱猿』のサル役で初舞台を踏むという。また江戸の山王祭・神田祭では南伝馬町（現京橋一〜三丁目）が、烏帽子狩衣姿で御幣を持つ猿の人形を飾った「幣猿の吹貫の山車」を祭礼に出していた。この御幣を持つ猿は山王・神田以外の祭礼の山車にも取り入れられている。
また、仏教の戒律書『摩訶僧祇律』には、身の程知らずな行いを戒める寓話「猿猴捉月」（えんこうそくげつ）が記される。井戸の底に映った月をつかみ取ろうとした見た猿猴（テナガザル）が結局は水に落ちて溺死するという内容で、禅画や水墨画の画題となっている（該当項参照）。

### 馬との関連
サルはウマを守るといわれ厩の守護とすること自体は、伝承としては古くて広範囲に見られ、例えば孫悟空が天界に召されたとき、最初任ぜられた天馬の厩の担当官弼馬温（ピーマーウェン　日本語音ひつぱおん）は同音中国語の避馬瘟というサルはウマを守るものとの伝承がインド（北インド地方の古いことわざにも「ウマの病気がサルの頭上に集まる」というものがあるという。）から中国に伝来したことによる。同様の伝承は日本に伝わり、中世の武家屋敷の厩でサルが飼育されていた様子は、男衾三郎絵詞の図像など馬小屋に猿を飼う事例があった。馬小屋についても、本物のサルではなく、サルの頭蓋骨や木造をお守りに飾る例も知られる。これは動物学的には、ウマのような社会性の高い動物の場合、にぎやかしに社会性の高い動物を一緒にすることが有効とのことで、イヌもそれに用いられる例がある。
熟語の「意馬心猿」とは、曹洞宗の経典「参同契」に由来し、人間の煩悩を猿と馬に喩えた仏語。人の欲求は疾駆する馬のように止めがたく、意識は猿のようにそわそわ騒ぎ立てる意。心の中の猿と馬を制御することを祈願して描かれた、繋がれた猿と馬の図は仏画の題材であり、橋本関雪の作品などが著名。
古代中国「項羽と劉邦」中では人々は秘かに愚かな行動をとる項羽ら楚人に対して「楚人沐猴而冠(楚の国の人は猿が冠を被ったようなもので心がいやしく学が無い)」と罵り、宮廷内でそれを口にした大臣韓生が項羽の逆鱗にふれ、煮殺されたという話もある。

## 利用
野生動物の中ではあまりにも人間に似ていることから、これを狩ったり喰ったりすることを食のタブーとする地域もある。しかし、食用になっている例もあり、中国やヨーロッパでサルを食べていた記録が見られ、日本でも古くから食用とされていた。天武天皇4年（675年）に出された肉食の禁止令では、牛馬鶏犬とサルを食べることを禁じている。また江戸時代末期に来日したイギリスの植物学者ロバート・フォーチュンは江戸の店先でサルが食用として売られている状況を記録している。第二次大戦後、サルの数が急に減少したのは、戦後の食糧難の時期に食用になったためと言われている。また、熊の胆嚢を熊胆として利用するように、サルの胆も薬用とされた。他に、毛皮としての利用もあり、室町時代の勘合貿易では中国側が猿皮1万張を送っている（詳細は、「毛皮#利用の歴史」の日本を参照）。狂言の『靱猿』では猿回しの猿を武士が靫を飾る毛皮にと言って要求する。
ペットとして飼育されることもあるが、たいていの場合、大人になると気が荒くなり、一般的には飼育が困難である。しかも、知能が高いため、いたずらが巧妙を極め、逃げ出すこと、室内を破壊することが多いという。しかし、サルをペットとする歴史その物は古く、古代中国ではテナガザルを飼うのは王侯の楽しみであったと言う。なお、現在でも、オランウータンやゴールデンライオンタマリンなどが絶滅危惧に追いやられている主な原因がペット目的の捕獲である。
目的を持って飼育する例は多く、東南アジアではココヤシの実を取ってこさせるためにブタオザルが飼育されるなどの例もある。日本ではニホンザルによる猿回しは伝統芸能である。チンパンジーの芸はサーカスなどで見られる。アメリカ合衆国では身体障害者の介護にフサオマキザルを訓練して利用する試みもある。特殊な例では、前記のようにサルには馬を守る性質があると言われたことから、かつての猿回し師は馬医者をも兼ねていたという。
動物実験では人間に最も近い動物として古くから多用されてきた。
主にマカク猿を用いることが多い。しかし、近年では動物実験への使用への反対意見も多くなっている。
- 大町エネルギー博物館にて（2018年7月撮影）
- 同左（2018年7月撮影）
- 同左（2018年7月撮影）